# Oriol Gómez
Oriol Gómez Marco (Santa Coloma de Gramenet, 1 juli 1968) is een Spaans voormalig rallyrijder.

## Carrière
Oriol Gómez debuteerde in 1987 in de rallysport. In 1994 werd hij Spaans rallykampioen in een Renault Clio Williams, en eindigde tevens tweede tijdens de dat jaar verreden rally van Catalonië, die toen enkel een ronde was van het Formule 2 wereldkampioenschap.
Samen met navigator Marc Martí was hij daarna ook een reguliere verschijning in het wereldkampioenschap rally als fabrieksrijder bij Seat, voor wie hij bijdroeg aan de constructeurstitel in de Formule 2 categorie die het merk in 1997 won. Ook in het seizoen 1998 bleef hij aan bij de Spaanse constructeur, en was met enkele goede resultaten wederom belangrijk voor opnieuw een wereldtitel in het Formule 2 kampioenschap. Samen met teamgenoot Harri Rovanperä debuteerde Gómez datzelfde jaar Seats World Rally Car in het WK, de Córdoba WRC. Na één optreden met deze auto belandde Gómez echter op een zijspoor en keerde het daaropvolgende jaar weer terug op de Spaanse rallypaden. Hij was daarin nog actief tot en met 2004.

## Complete resultaten in het wereldkampioenschap rally

### Overzicht van deelnames
| Seizoen | Inschrijving                | Auto                         | 1      | 2      | 3      | 4      | 5      | 6      | 7      | 8      | 9      | 10     | 11  | 12     | 13     | 14     | 15  | 16  | Pos. | Punten |
| ------- | --------------------------- | ---------------------------- | ------ | ------ | ------ | ------ | ------ | ------ | ------ | ------ | ------ | ------ | --- | ------ | ------ | ------ | --- | --- | ---- | ------ |
| 1992    | Gamace MC Competición       | Peugeot 309 GTI              | MON    | ZWE    | POR    | KEN    | FRA    | GRI    | NZL    | ARG    | FIN    | AUS    | ITA | SPA 21 | IVK    | GBR    |     |     | -    | 0      |
| 1993    | Peugeot Talbot Sport España | Peugeot 106 XSI              | MON    | ZWE    | POR    | KEN    | FRA    | GRI    | ARG    | NZL    | FIN    | AUS    | ITA | SPA 10 | GBR    |        |     |     | 65   | 1      |
| 1994    | Renault Competición         | Renault Clio Williams        | MON    | ZWE    | POR    | KEN    | FRA    | GRI    | ARG    | NZL    | FIN    | AUS    | ITA | SPA 2  | GBR    |        |     |     | -    | -      |
| 1995    | Renault Competición         | Renault Clio Williams        | MON    | ZWE    | POR    | KEN    | FRA    | GRI    | NZL    | ARG    | FIN    | AUS    | ITA | SPA 7  | GBR    |        |     |     | 14   | 4      |
| 1996    | Renault Sport España        | Renault Mégane Maxi          | MON    | ZWE    | POR    | KEN    | IDN    | FRA NF | GRI    | NZL    | ARG    | FIN    | AUS | ITA    | SPA 8  | GBR    |     |     | 27   | 3      |
| 1997    | Seat Sport                  | Seat Ibiza GTI 16V           | MON 15 | ZWE    | KEN    | POR    | SPA NF | FRA    | ARG 9  | GRI 15 | NZL 15 | FIN 23 | IDN | ITA NF | AUS 17 | GBR NF |     |     | -    | 0      |
| 1998    | Seat Sport                  | Seat Ibiza GTI 16V           | MON NF | ZWE 36 |        |        |        |        |        |        |        |        |     |        |        |        |     |     | -    | 0      |
| 1998    | Seat Sport                  | Seat Ibiza GTI 16V Evo 2     |        |        | KEN NF | POR 20 | SPA 15 | FRA    | ARG 10 | GRI 16 | NZL    |        |     |        |        |        |     |     | -    | 0      |
| 1998    | Seat Sport                  | Seat Córdoba WRC             |        |        |        |        |        |        |        |        |        | FIN NF | ITA | AUS    | GBR    |        |     |     | -    | 0      |
| 1999    | Renault Sport España        | Renault Mégane Maxi          | MON    | ZWE    | KEN    | POR    | SPA 8  | FRA    | ARG    | GRI    | NZL    | FIN    | CHN | ITA    | AUS    | GBR    |     |     | -    | 0      |
| 2000    | Oriol Gómez                 | Mitsubishi Carisma GT Evo VI | MON    | ZWE    | KEN    | POR    | SPA NF | ARG    | GRI    | NZL    | FIN    | CYP    | FRA | ITA    | AUS    | GBR    |     |     | -    | 0      |
| 2006    | Gamace MC Competición       | Subaru Impreza WRX STi       | MON    | ZWE    | MEX    | SPA    | FRA    | ARG 20 | ITA    | GRI    | DUI    | FIN    | JPN | CYP    | TUR    | NZL    | AUS | GBR | -    | 0      |